# The Phantom Rider (film, 1936)
Pour les articles homonymes, voir The Phantom Rider.
Pour plus de détails, voir Fiche technique et Distribution.
The Phantom Rider est un serial américain en 15 chapitres réalisé par Ray Taylor, sorti en 1936.

## Fiche technique
- Titre : The Phantom Rider
- Réalisation : Ray Taylor
- Scénario : Basil Dickey (en), Ella O'Neill et George H. Plympton
- Production : Henry MacRae
- Pays d'origine :  États-Unis
- Format : Noir et blanc — 35 mm — 1,37:1 — Son : Mono
- Genre : western
- Durée : 258 minutes
- Date de sortie : 1936

## Distribution
- Buck Jones : Buck Grant
- Marla Shelton : Mary Grayson
- Diana Gibson : Helen Moore
- Harry Woods : Harvey Delaney
- Frank LaRue : Juge Holmes
- George Cooper : Spooky
- Eddie Gribbon : Shérif Mark
- Lafe McKee : Jeff Grayson (chap. 2)
- Charles King : Keeler, un acolyte
- Clem Bevans : M. Hudson (chap. 11-13)

Acteurs non crédités
- Jim Corey : Gabe, un acolyte
- Frank Ellis : un acolyte
- Charles K. French : un squatteur (chap. 1)
- Priscilla Lawson : une fille du dancing
- Tom London : Tex, un homme de main (chap. 11-14)
- Jim Thorpe : un indien